# Andy Bohmbach
Andrew „Andy“ Bohmbach (* 25. Februar 1987 in Hudson, Wisconsin) ist ein ehemaliger US-amerikanischer Eishockeyspieler, der im Verlauf seiner aktiven Karriere zwischen 2004 und 2016 unter anderem 172 Spiele für die Toledo Walleye und Trenton Titans in der ECHL auf der Position des Centers bzw. linken Flügelstürmers bestritten hat. Darüber hinaus absolvierte Bohmbach weitere 21 Partien in der American Hockey League (AHL) und war zudem eine Spielzeit für den SC Riessersee in der DEL2 sowie den Dornbirner EC in der österreichischen Erste Bank Eishockey Liga (EBEL) aktiv.

## Karriere
Bohmbach begann seine Karriere zunächst bei den Waterloo Black Hawks in der United States Hockey League (USHL) und wechselte nach zwei Jahren an die University of Wisconsin–Madison. Mit deren Eishockeymannschaft spielte er in den folgenden vier Jahren parallel zu seinem Studium in der National Collegiate Athletic Association (NCAA). In seinem letzten Jahr an der University of Wisconsin–Madison konnte er mit seiner Mannschaft in der Saison 2009/10 die Vizemeisterschaft feiern.
Zur Saison 2010/11 wechselte Bohmbach in die ECHL zu den Toledo Walleye. Aufgrund seiner starken Leistungen im ECHL-Team durfte er noch in derselben Saison für sechs Spiele seine Schlittschuhe für das Farmteam der Chicago Blackhawks, die Rockford IceHogs aus der American Hockey League (AHL), schnüren. In der darauffolgenden Spielzeit 2011/12 wechselte Bohmbach innerhalb der ECHL zum Ligakonkurrenten Trenton Titans. Auch dort konnte er überzeugen und erhielt zehn Einsätze in der AHL bei den Adirondack Phantoms, dem Farmteam der Philadelphia Flyers. In der Saison 2012/13 blieb er den Trenton Titans treu und konnte 48 Scorerpunkte in 50 Spielen erzielen. Zudem wurde er in dieser Saison für ein Spiel bei den Worcester Sharks und vier Spielen bei den Abbotsford Heat in der AHL eingesetzt.
Im Juni 2013 verpflichtete der SC Riessersee aus der DEL2 Bohmbach für ein Jahr. Nach nur einer Saison beim SC Riessersee wechselte Bohmbach zum Dornbirner EC in die österreichische Erste Bank Eishockey Liga (EBEL) und verließ auch den Klub nach nur einer Spielzeit. Die Saison 2015/16 verbrachte der US-Amerikaner beim englischen Klub Nottingham Panthers in der britischen Elite Ice Hockey League (EIHL), mit dem er im Saisonverlauf sowohl den Challenge Cup als auch die Playoffs gewann. Nach der Spielzeit beendete der 29-Jährige seine aktive Karriere.

## Erfolge und Auszeichnungen
- 2011 Teilnahme am ECHL All-Star Game
- 2011 ECHL All-Rookie Team
- 2016 EIHL-Challenge-Cup-Gewinn mit den Nottingham Panthers
- 2016 EIHL-Playoffgewinn mit den Nottingham Panthers

## Karrierestatistik
(Legende zur Spielerstatistik: Sp oder GP = absolvierte Spiele; T oder G = erzielte Tore; V oder A = erzielte Assists; Pkt oder Pts = erzielte Scorerpunkte; SM oder PIM = erhaltene Strafminuten; +/− = Plus/Minus-Bilanz; PP = erzielte Überzahltore; SH = erzielte Unterzahltore; GW = erzielte Siegtore; 1 Play-downs/Relegation; Kursiv: Statistik nicht vollständig)